# Władysław Sikorski
Władysław Eugeniusz Sikorski (født 20. maj 1881, død 4. juli 1943) var en polsk general og politisk leder. Han blev født i landsbyen Tuszów Narodowy i det som i dag er det Nedrekarpatiske voivodskab i dagens sydøstlige Polen, men som den gang var den del af Østrig-Ungarn, en af de tre stormagter som delte Polen mellem sig. Før første verdenskrig etablerede og deltog han i flere undergrundsorganisationer som arbejdede for polsk selvstændighed. Han kæmpede i de polske legionet under første verdenskrig og udmærkede sig der. 
Under Den polsk-sovjetiske krig (1919-1921) deltog han og spillede en vigtig rolle i slaget ved Warszawa, hvor de sovjetiske styrker overraskende blev slået tilbage af et polsk modangreb.
I de første år af den anden polske republik holdt Sikorski forskellige ministerposter, herunder stillingen som statsminister (1922-1923) og minister for militære forhold (1923-1924). Efter Józef Piłsudskis kup i maj 1926 og indsættelsen af den nye regering baseret på Sanacja blev Sikorski sat på sidelinjen. Indtil 1939 tilhørte han oppositionen og skrev i den periode flere bøger om krigsførelse og om Polens udenrigsrelationer.
Under anden verdenskrig blev Sikorsky statsminister i den polske eksilregering, øverstkommanderende for de polske styrker og en energisk forkæmper for Polens sag internationalt. Sikorsky støttede genoprettelsen af diplomatiske forbindelser med Sovjetunionen som var blevet brudt ved Tyskland og Sovjetunionens deling af landet i 1939. I april 1943 brød Sovjetunionen imidlertid igen forbindelserne efter Sikorsky krævede at det internationale Røde Kors skulle efterforske Katyn-massakren. Sikorsky døde i juli 1943, da flyet han var med styrtede efter afgang fra Gibraltar.